# Julia Stinshoff

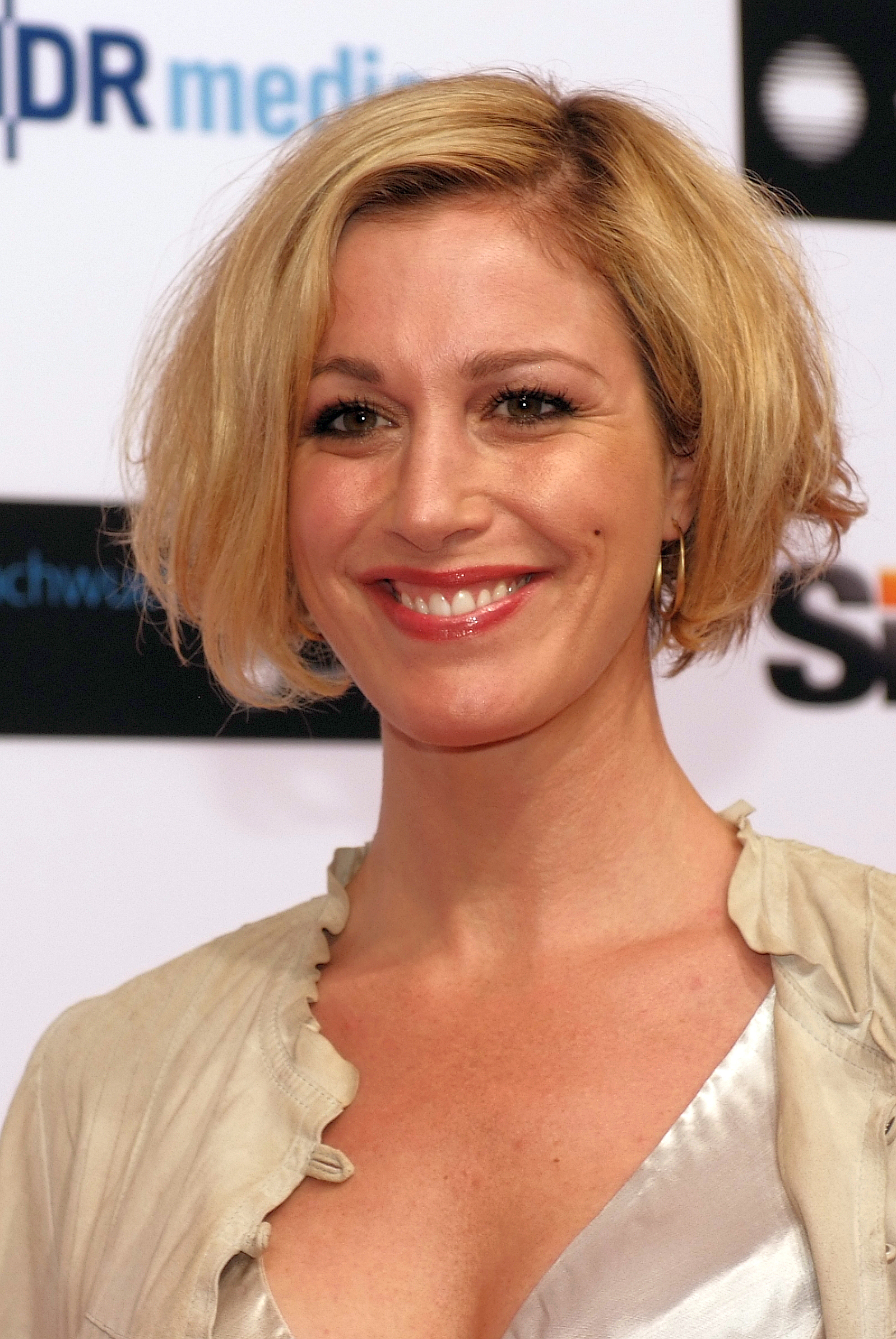
Julia Stinshoff (2012)

Julia Stinshoff (* 27. Dezember 1974 in Bonn) ist eine deutsche Schauspielerin.

## Leben
Nach ihrer Schulzeit begann Stinshoff Anglistik, Philosophie und Vergleichende Religionswissenschaften zu studieren, brach das Studium jedoch ab. Von 1996 bis 1999 besuchte sie die Stage School Hamburg und nahm zudem Schauspielunterricht bei Johanna Brix. Danach begann sie an der Universität Bremen Psychologie zu studieren, bis sie für ihre erste Hauptrolle nach Köln zog.

## Karriere
Sie begann ihre Karriere sowohl im Action-Genre als Kommissarin Susanna von Landitz in der RTL-Serie Alarm für Cobra 11 – Einsatz für Team 2 als auch als festes Ensemblemitglied der Sat.1-Serie Ladykracher (Auszeichnung durch mehrere Deutsche Fernseh- sowie Comedypreise). Kurz darauf bekam sie ihre eigene Comedy-Serie Krista bei RTL und spielte in zahlreichen RTL-Eventmovies (Crazy Race, Nominierung für den Deutschen Comedypreis als beste Schauspielerin, Hai-Alarm auf Mallorca) sowie Sat.1-Serien (u. a. LiebesLeben, Nominierung für die Goldene Rose von Luzern) mit, die vielfach ausgezeichnet wurden.
Neben einigen Gesangs- und Lese-Ausflügen auf diverse Bühnen an der Seite von Roger Willemsen wurde sie in den letzten Jahren zunehmend einem breiten Publikum als komödiantische Protagonistin, u. a. in Ein Date fürs Leben (ZDF) und Heiratsantrag mit Hindernissen (Das Erste) bekannt. Außerdem ist sie seit 2009 Hauptdarstellerin der ZDF-Komödien-Reihe Dora Heldt (Urlaub mit Papa / Tante Inge haut ab).
Sie spielte sowohl in der NDR-Kinder-Serie Sesamstraße als auch im Montagabend-Krimi Die Tote ohne Alibi (ZDF) als Kommissarin Sophie Radetzki.

## Privatleben
Julia Stinshoff war seit 2010 mit dem Schauspieler Leander Lichti liiert. Sie wurden 2013 Eltern von Zwillingstöchtern. Im Dezember 2020 machte das Paar seine Trennung öffentlich. Stinshoff lebt gemeinsam mit ihren Töchtern in Hamburg-Ottensen und ist auch als systemischer Coach tätig.

## Filmografie
- 2000: Dr. Stefan Frank – Der Arzt, dem die Frauen vertrauen – Verlust der Gefühle (Fernsehserie)
- 2001: Bronski und Bernstein (Fernsehserie, 9 Folgen)
- 2002: Ein Albtraum von 3½ Kilo (Fernsehfilm)
- 2002: Weihnachtsmann gesucht (Fernsehfilm)
- 2002: Broti & Pacek – Irgendwas ist immer (Fernsehserie)
- 2002: Ladykracher (Comedy-Serie, 10 Folgen)
- 2003: Krista (Fernsehserie, 6 Folgen)
- 2003: Ohne Worte (Fernsehserie, 1 Folge)
- 2003: Crazy Race (Fernsehfilm)
- 2003: Adelheid und ihre Mörder – Ende einer Karriere (Fernsehserie)
- 2003/2005: Alarm für Cobra 11 – Einsatz für Team 2 (Fernsehserie)
- 2004: Die Sandra Situation (Kurzfilm)
- 2004: Liebe in der Warteschleife (Fernsehfilm)
- 2004: Hai-Alarm auf Mallorca (Fernsehfilm)
- 2005–2007: LiebesLeben (Fernsehserie, 13 Folgen)
- 2005: Die Patriarchin (Fernsehserie, 3 Folgen)
- 2005: Nicht ohne meinen Schwiegervater (Fernsehfilm)
- 2006: Good Girl, Bad Girl
- 2006: Die Märchenstunde – Rotkäppchen – Wege zum Glück (Fernsehserie)
- 2006: Die Rosenheim-Cops – In der Höhle des Mörders (Fernsehserie)
- 2006: Der Fürst und das Mädchen (Fernsehserie, 8 Folgen)
- 2006: Nicht ohne meine Schwiegereltern (Fernsehfilm)
- 2007: Vollidiot
- 2008: Forsthaus Falkenau – Gefangen auf Teneriffa (Fernsehserie)
- 2008: Lutter – Toter Bruder (Fernsehreihe)
- 2008: Ein Date fürs Leben (Fernsehfilm)
- 2009: Ladykracher
- 2009: Dora Heldt: Urlaub mit Papa (Fernsehfilm)
- 2010: Inga Lindström: Mein falscher Verlobter (Fernsehfilm)
- 2010, 2021: SOKO Stuttgart – Türen der Stadt, Sugar (Fernsehserie)
- 2010–2011: Danni Lowinski (Fernsehserie, 5 Folgen)
- 2010–2012: Vier Frauen und ein Todesfall (Fernsehserie, 7 Folgen)
- 2011: Das Traumschiff: Bora Bora (Fernsehreihe)
- 2011: Dora Heldt: Tante Inge haut ab (Fernsehfilm)
- 2011: Ein Schatz fürs Leben – Abenteuer in Panama (Fernsehfilm)
- 2011: Lilly Schönauer – Liebe mit Hindernissen (Fernsehserie)
- 2012: Laim – Die Tote ohne Alibi (Fernsehserie)
- 2013: Dora Heldt: Ausgeliebt (Fernsehfilm)
- 2014: Dora Heldt: Unzertrennlich (Fernsehfilm)
- 2016: Krauses Glück (Fernsehfilm)
- 2016–2017: Dr. Klein (Fernsehserie, 5 Folgen)
- 2017: Um Himmels Willen – Altes Geheimnis (Fernsehserie)
- 2017: Die Rosenheim-Cops – Der tote Fisch (Fernsehserie)
- 2018: Großstadtrevier – Blutrache (Fernsehserie)
- 2018: Bettys Diagnose – Weiße Mäuse (Fernsehserie)
- 2020: SOKO München – Nackte Wahrheit (Fernsehserie)
- 2020: Das Traumschiff: Kapstadt (Fernsehreihe)
- 2022: Nord bei Nordwest – Der Andy von nebenan (Fernsehreihe)
- 2022: Der Feind meines Feindes (Fernsehfilm)
- 2023: SOKO Hamburg – In Teufels Küche (Fernsehserie)
- 2024: Die Rosenheim-Cops – Totholz (Fernsehserie)
- 2025: SOKO Donau: Klare Fakten (Fernsehserie)